# Miguel España
Miguel España Garcés (født 31. januar 1964 i Mexico City, Mexico) er en tidligere mexicansk fodboldspiller (midtbane).
España spillede hele sin karriere i hjemlandet, hvor han repræsenterede henholdsvis Pumas UNAM, Tigres UANL og Santos Laguna. Med både Pumas og Santos Laguna var han med til at vinde det mexicanske mesterskab.
España nåede over en periode på 10 år at spille 81 kampe og score to mål for Mexicos landshold. Han var en del af det mexicanske hold der nåede kvartfinalerne ved VM i 1986 på hjemmebane, og spillede to af holdets fem kampe i turneringen.

## Titler
Liga MX
- 1991 med Pumas UNAM
- 1997 og 2001 med Santos Laguna